# Amersfoortse Mixed Hockey Club
Amersfoortse Mixed Hockeyclub is een Nederlandse hockeyclub uit Amersfoort. De vereniging is opgericht op 8 oktober 1912 door een aantal legerofficieren waaronder Albert Plesman. Bij het 100-jarig bestaan heeft AMHC uit handen van burgemeester Bolsius van Amersfoort de Koninklijke Erepenning overhandigd gekregen.
Met in totaal ruim 1600 actieve leden, waarvan 1160 jeugdleden, is AMHC de grootste sportvereniging van Amersfoort en behoort de club tot de top 25 grootste hockeyclubs van Nederland. Van de jeugdleden is 40% man en 60% vrouw. Het eerste herenteam speelt vanaf 2004 in de overgangsklasse, met uitzondering van het seizoen 2014-2015. Amersfoort Heren 1 kwam toen uit in de 1ste Klasse D, maar wist direct te promoveren onder leiding van Siegfried Aikman. In het seizoen 2015-2016 speelde AMHC Heren 1 dus weer overgangsklasse. Dat is een aantal jaar zo geweest, maar in 2022-2023 speelt de heren 1 weer 1e klasse. Dames 1 speelt eerste klasse en de dames veteranen komen uit in de hoofdklasse. De eerste jeugdteams spelen doorgaans (landelijke) topklasse, (landelijke) subtopklasse, landelijk of super O16/ super O18 competitie.
Er wordt gespeeld op het complex Birkhoven, het terrein waar tot 1982 de voetbalclub SC Amersfoort speelde. Het in augustus 2011 opgeleverde multifunctionele clubhuis is ontworpen door Van Hoogevest Architecten uit Amersfoort. Sinds 2012 wordt op het complex van AMHC ook Lacrosse gespeeld. Ook het Nederlandse lacrosse elftal speelt op AMHC.

## Geschiedenis
Op 8 oktober 1912 besloten een aantal legerofficieren, waaronder de latere president-directeur van de KLM, Albert Plesman, tot oprichting van een hockeyclub in Amersfoort. De oprichting vond plaats in Hotel Monopole, vele jaren “dependance” van het clubhuis. Aangezien AMHC veel militairen tot lid had, heeft de mobilisatie van 1914 het voortbestaan van AMHC zeer bedreigd. Hoewel er alleen vriendschappelijke wedstrijden werden gespeeld, ging het er in die tijd ook niet al te zachtzinnig aan toe, blijkens een kreet, waarmee Plesman in december 1912 tegen Roermond de gemoederen trachtte te kalmeren: “Zeg lui, hockey is een spel om te spelen, niet om er door te sterven”.
In 1928 werd AMHC lid van de toenmalige Nederlandsche Hockey Bond en speelde haar wedstrijden op Birkhoven, waar ook nu gespeeld wordt. In 1930 gaan de dames van AMHC aan de officiële competitie deelnemen. Het ging goed met de dames en onder aanvoering van Gerda Garrels (driemaal Oranje shirt) promoveerde Dames 1 in 1939 naar de Promotieklasse. In 1938 werd het vijfde Lustrum uitbundig gevierd met een revue. Ondertussen zijn vele lustra gevierd en op 8 oktober 2012 heeft AMHC haar 100-jarig bestaan gevierd.
Na de oorlogsjaren, die AMHC betrekkelijk rustig was doorgekomen, werd het vervoer naar de uitwedstrijden van Dames 1 en Heren 1 geregeld per Phoenix Expres, een vrachtwagen van de Brouwerij Phoenix. Dit loste het vervoersprobleem op een plezierige wijze op. In 1950 vond de opening van het eerste clubhuis plaats, dat in 1956 werd uitgebreid.
Ter gelegenheid van het 40-jarig bestaan ontving AMHC in 1952 de bondswimpel uit handen van Jhr. Mr. W.C. Hooft Graafland, de voorzitter van de Koninklijke Nederlandse Hockey Bond. Na elf jaar in de Promotieklasse gespeeld te hebben slaagde Heren 1 erin te promoveren naar de Overgangsklasse. In die tijd maakte AMHC gebruik van de toen in heel hockeyland bekende hockeytrainer Rex Norris, maar ook van voormalig turnkampioen Klaas Boot, door wiens training de slogan ontstond: “Hardlopers zijn Bootlopers”
Hoogtepunt in 1957 was de beslissingswedstrijd in het Wagener Stadion tegen de Delftsche Studenten Hockey Club (DSHC) om promotie naar de hoogste klasse. Er werd met 4-1 verloren van DSHC, dat een jaar later ongeslagen landskampioen werd.
Het jaar 1985 was het begin van een nieuwe periode. Er werd verhuisd van Bokkeduinen naar Birkhoven. Hier kon AMHC gebruikmaken van een tot clubhuis en kleedkamers verbouwde voetbaltribune, twee nieuwe kunstgrasvelden en een miniveld. Tegelijk werden de bestaande toegangskassa’s op het Complex Birkhoven uit nostalgische overwegingen gerestaureerd om voor de toekomst bewaard te blijven.
Het toenmalige miniveld is later omgebouwd tot een derde kunstgrasveld. In 2004 werd de aanleg van het langgekoesterde waterveld en een nieuw miniveld gerealiseerd. In 2006 werd het complex uitgebreid met een vijfde kunstgrasveld.
In 2011 is een nieuw, multifunctioneel clubhuis in gebruik genomen, vanwaar men over het gehele terrein uitkijkt. In de zomer van 2014 is er een officieel Greenfields waterveld aangelegd, pal voor het clubhuis, ter vervanging van zandveld 2. De club van nu (2016) ruim 1600 leden kan nog verder groeien door de aanleg van een zesde kunstgrasveld in 2016. Dit zesde veld is voorzien van hockey- en lacrosse belijning en is daarmee het eerste lacrosseveld in Nederland. 
In het seizoen 2012/13 vierde de club haar 100-jarig bestaan.